# Phasmasaurus
Genre
Phasmasaurus est un genre de sauriens de la famille des Scincidae.

## Répartition
Les deux espèces de ce genre sont endémiques de Nouvelle-Calédonie.

## Liste des espèces
Selon The Reptile Database (30 décembre 2015) :
- Phasmasaurus maruia (Sadlier, Whitaker & Bauer, 1998)
- Phasmasaurus tillieri (Ineich & Sadlier, 1991)

## Publication originale
- Sadlier, Bauer, Shea & Smith, 2015 : Taxonomic resolution to the problem of polyphyly in the New Caledonian scincid lizard genus Lioscincus (Squamata: Scincidae). Records of the Australian Museum, vol. 67, no 7, p. 207–224.